# آل موسى بن علي
آل مُوسى بن عَليٍّ، بلفظ آخر - آل مُوسى بر آعَلي - : إحدى قبائل بارق الكبرى، يسكنون في الجزء الجنوبي الشرقي من بلاد بارق. تقع منازل هذه القبيلة على ضفاف أودية آل بلال، الفرعة، الرّهْوة، جِبَال، بقْرة وغيرها من الأودية التي تنحدر إلى حلي، ويحدّها شمالاً وغرباً آل جبلي، وجنوباً الريش، وشرقاً نُعْص.
يتميز أفراد آل مُوسى بن عَليٍّ عن مجاوريهم من بارق بعدة صفات، ويمكن حسابهم من المخضرمين بين قبائل بارق وقبائل تهامة من حيث عاداتهم ولباسهم ومظهرهم، وتُعد هذه القبيلة من أكثر القبائل التهامية عدداً وأعظمها منعة، ويقدر عدد أفرادها حوالي عشرة آلاف نسمة. وكانت لهم «عمساء»، «القوافل» وَ«البيضاء» من قرى وادي بقرة.
قال السير كيناهان كورنواليس (1916م): «تحتل الجزء الجنوبي الشرقي من إقليم بارق وإلى الشرق من آل سباعي، ويقيمون بشكلٍ رئيسي على طول طريق بارق - تنومة، بين قريتي القريحاء وآل عيشي. شيخهم هو محمد أبو طراش، وهم 3000 رجل. أصدقاؤهم هم: الريش والجزء المناصر للإدريسي من آل موسى.
جاء عنها في دليل العرب لدائرة استخبارات وزارة البحرية البريطانية (1916م): آل مُوسى بن عَليٍّ: يسكنون الجزء الجنوبي الشرقي من إقليم بارق بمحاذة المراحل الأولى من طريق بارق - تنومة، وعددهم نحو 3,000 رجل. وجميعهم يعيشون حياة الاستقرار، ويحترفون الزراعة، وهم على خلاف مع آل جبلي. وأصدقاؤهم هم: الريش والجزء المناصر للإدريسي من آل موسى. شيخهم محمد أبو طراش، والقرى الرئيسية: القريحاء والبشامة. وفي موضع آخر: «المنظر قرية صغيرة، ثم تدخل منها إلى منطقة بارق وبلاد آل موسى بن علي تمتد على جانب وادي بقرة عبر أراضي زراعية، وإلى القريحاء: وهي قرية كبيرة، في غربي مسيل وادي بقرة».

## النسب
مُوسى بن عَليٍّ بن ثعلبة بن كنانة بن بارق بن عدي بن حارثة بن عمرو مزيقياء بن عامر بن حارثة بن امريء القيس بن ثعلبة بن مازن بن الأزد. وهي إحدى قبائل آل علي الكبيرة، وتنطوي هذه القبيلة على أربعة عمائر كبار، وهي:
| آل شكوة |

| آل بلال |

| آل فاضح |

| آل جحيش |

ويقدر عدد أفراد هذه القبيلة بحوالي عشرة آلاف نسمة، ومنهم فروع تسكن في الريش. ويشغل منصب مشيختها حالياً الشيخ أحمد بن هيازع بن فايز بن هيازع بن ملبس بن عوض البارقي، وهو من بيتٍ عُرِف بالكرم والفصاحة.